# Plaina

Plaina japonesa em ação

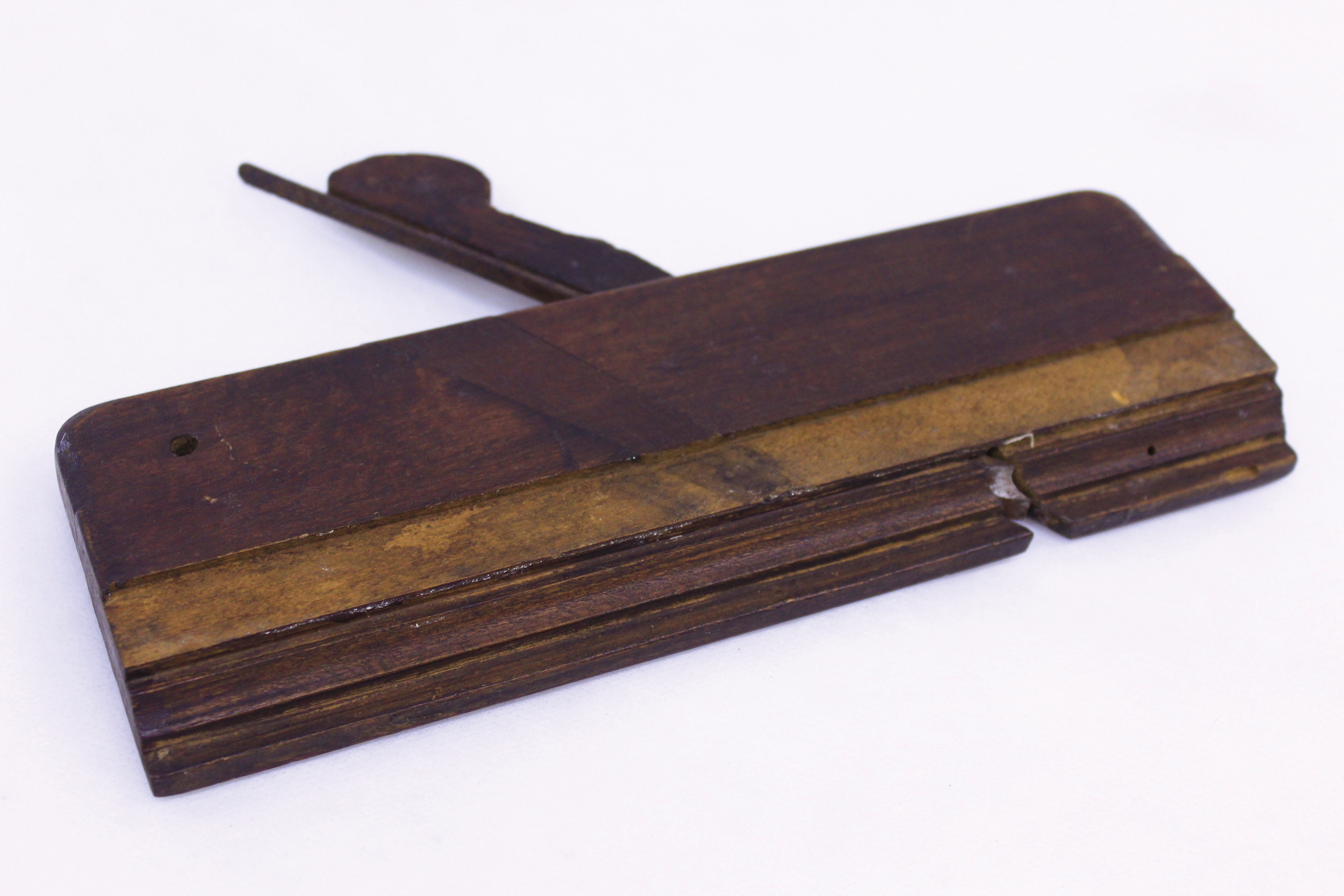
Plaina guilherme

Plaina é uma ferramenta quadrangular de madeira, com uma lâmina ao meio, que é geralmente utilizada em carpintaria e marcenaria, para nivelar, alisar e determinar a espessura das peças de madeira que estão a ser trabalhadas.
Essencialmente a plaina consiste num corpo de madeira ou de metal com uma base plana que sustém uma lâmina ou ferro disposto em ângulo, geralmente de 45º graus (embora dependa do tipo de plaina), em relação à base. O gume do ferro é ajustado de modo a estar marginalmente exposto em relação à base o que permite cortar a peça a trabalhar.
Há plainas de muitos tipos e dimensões diferentes, estando cada qual ideada para satisfazer necessidades diferentes. Conforme o seu tipo as plainas podem fazer desde o desbaste grosseiro duma peça serrada até ao afagamento final. 
Há plainas especializadas para criar molduras cuja base e ferros são perfilados. Actualmente foram largamente substituídas por máquinas tupias.

## Tipos de plainas

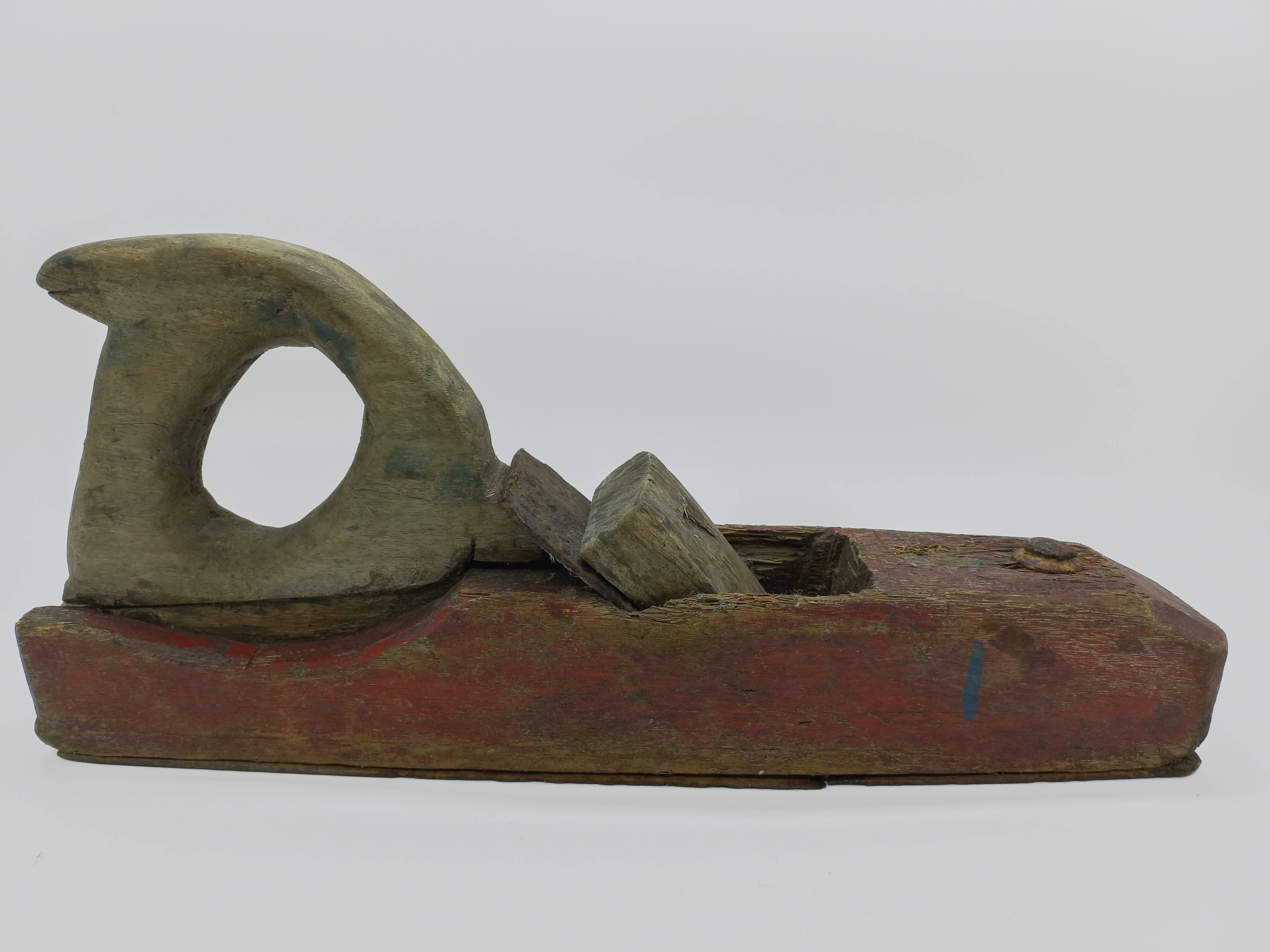
Plaina manual

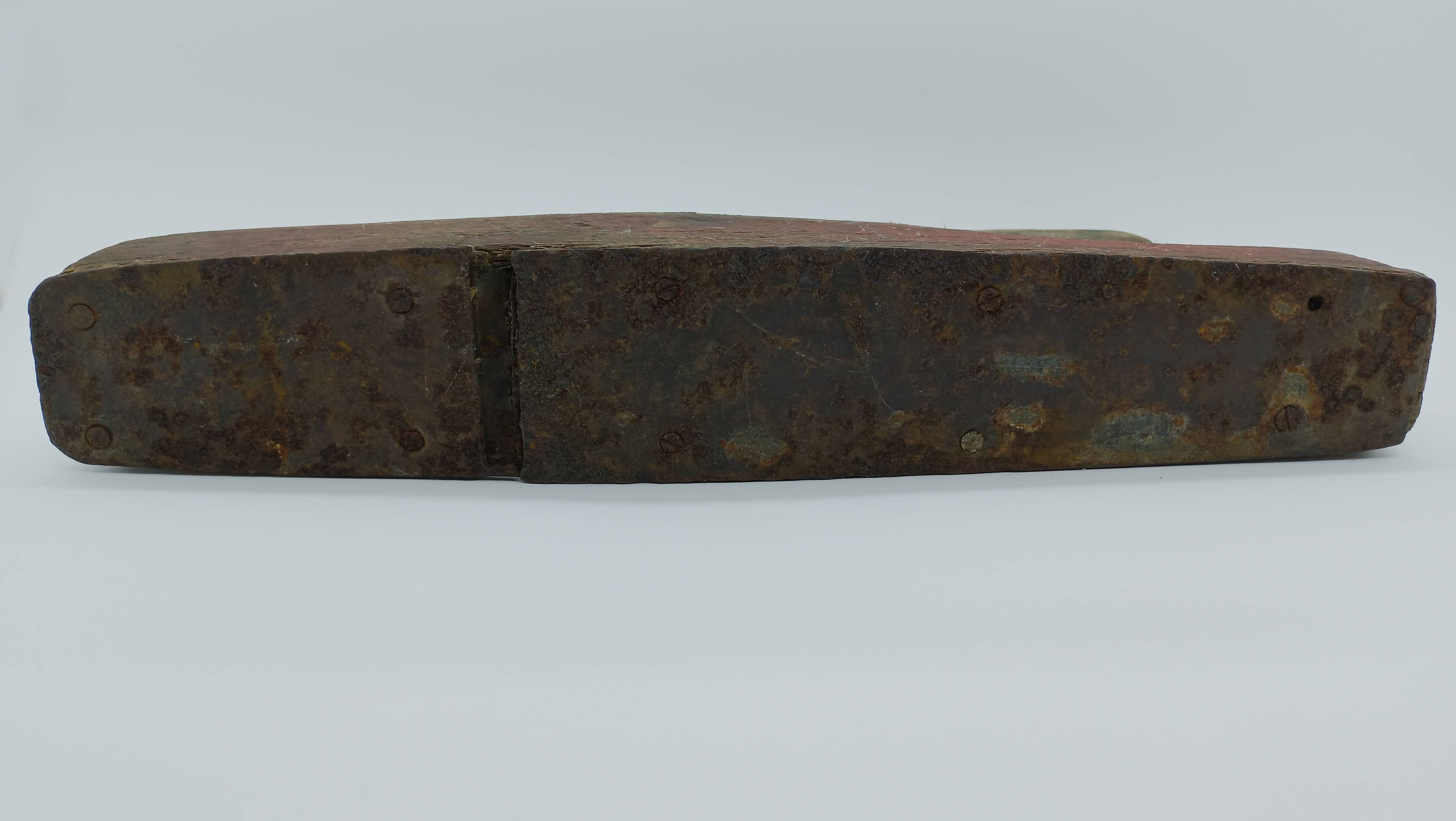
Base de plaina manual

- guilherme[4]: uma espécie de plaina estreita, de pequenas dimensões[5], que corta a madeira a meio-fio [6] (ou seja, só corta a peça de madeira pelo meio), sendo por isso usada para fazer os filetes das junturas das portas[7], as ranhuras das tábuas, a abertura dos rebaixos e para o aperfeiçoamento das samblagens, entre outros trabalhos de precisão.[8]

- plaina de volta[9]: plaina dotada de uma base de superfície curvilínea e convexa. Geralmente, o marceneiro, para trabalhar uma peça, precisa de recorrer a várias plainas de volta de diferentes raios de curvatura, para ser capaz de ir executando os diferentes trabalhos.[10] Isto porque a base cortante das plainas de volta convencionais é fixa.[10] No entanto, hoje em dia, para obviar o inconveniente de se ter de aprestar de várias plainas de volta diferentes, os marceneiros tendem a recorrer às plainas de volta de estilo americano, cuja parte cortante é ajustável.[11]

- plaina de volta americana[10]: estas plainas assemelham-se, em feitio, às plainas de volta comuns, porém, estão dotadas de lâminas flexíveis de aço, cujo raio de curvatura é regulável, por meio de parafusos, que funcionam como tornos. Deste modo, o marceneiro ou carpinteiro é capaz de adaptar a ferramenta às características da superfície da madeira, podendo aplicar-lhe rastos de graus de convexidade diferentes, sem ter de estar a recorrer a ferramentas diferentes.[11]

- plaina de dois ferros[10]: trata-se de um rebote, que é uma plaina de grandes dimensões, mas mais curto, mais estreito e sem asa. Na plaina de dois ferros, a lâmina tem capa (ou seja é uma lâmina dupla[10]) e é afiada, como com o rebote, se bem que, ao contrário do rebote, pode ter alguma curvatura[12]. Em todo o caso, é caracterizada pelo seu rasto de corte rectilíneo, plano e direito. Este tipo de plaina serve para aplainar a madeira, por molde a limpar a serragem. Esta plaina possui um rasto plano e bem desempenado.[12]

- Plaina manualrebote[13] ou rabote[14]: é uma plaina de grandes dimensões, medindo cerca de 35 centímetros de comprimento, está dotada de um ferro cortante para raspar alisar e aplainar as madeiras que vão ser trabalhadas[15]. Assemelha-se, em formato, às garlopas, possuindo um ferro igual, se bem que um pouco mais convexo, por molde a fazer aparas mais espessas.[16] O recurso ao rebote visa aparelhar a madeira antes de ser preciso lançar mão da garlopa.[17]

- Base de plaina manualplaina de dentes[10]: esta plaina assemelha-se, em feitio, à plaina de dois ferros, mas não possuí capa na lâmina, ou seja, só conta com um ferro. A parte inferior do ferro da plaina de dentes, está guarnecida de uma fileira de «dentes», isto é ranhuras triangulares estreitas com dimensões de um milímetro a meio milímetro de largura e 1 milímetro de profundidade. O ferro da plaina de dentes é posicionado no cepo de madeira a uma esquadria de 100º graus.[18] Este tipo de plaina serve para tornar a madeira aparelhada mais áspera, para que a mesma possa ser ulteriormente folheada, a fim de que a cola se prenda melhor à superfície da peça.[18] Com efeito, todas as peças que devam ser coladas, devem ser previamente sujeitas à plaina de dentes.[18]

- desbastador[19][20] é uma plaina manual de grandes dimensões, empregue para retirar a grossura supérflua da peça de madeira que se está a trabalhar. Esta ferramenta de marcenaria mede à volta de 23 centímetros[21], de sorte que é mais diminuta do que outros tipos de plainas[22]. Tem um formato estreito e dispõe de um único ferro, de formato abaulado, que se protrai cerca de 3 milímetros para fora do rasto de corte[19]. O desbastador, como o nome indica, serve para se ir desbastando a madeira, ao máximo necessário, para que esta depois possa ser ulteriormente aparelhada.[21][19]

- come-gente[23]: é uma variante de desbastador de dimensões mais reduzidas [24]. O come-gente serve para se ir desbastando a madeira, ao máximo necessário, para que esta depois possa ser ulteriormente aparelhada.[21][19]

- garlopa[25]: é a plaina de maiores dimensões, serve para para alisar, endireitar, limpar e tirar as últimas aparas das peças de madeira, a que se dá o nome de fitas, por molde a unir bem as peças de madeiras entre si no aparelhamento[3]. A garlopa mede 60 centímetros de comprimento, dispõe de uma lâmina com capa (lâmina dupla) e de uma asa na parte superior, que serve de pega ao marceneiro, para segurar e manejar esta ferramenta.[26]